# Украшенный мурекс
Украшенный мурекс или гребень Венеры (лат. Murex pecten) — брюхоногий моллюск из рода Мурексов. Является одной из самых известных и популярных сувенирных и коллекционных морских раковин.

## Описание
Длина раковины 100—190 мм. Раковина среднего размера, относительно крепкая. Овально-веретеновидной формы. Осевая скульптура раковины образована уплощёнными килями, несущими на себе многочисленные длинные и острые шипы. Спиральная скульптура образована чередующимися валиковидными ребрышками разной ширины. Устье опальное, изнутри белое или бело-розовое, с выемкой небольшого размера в своей верхней части и очень длинным сифональным выростом, несущим множество частых длинных острых шипов. Общая окраска — от белой до серо-бежевой.

## Ареал

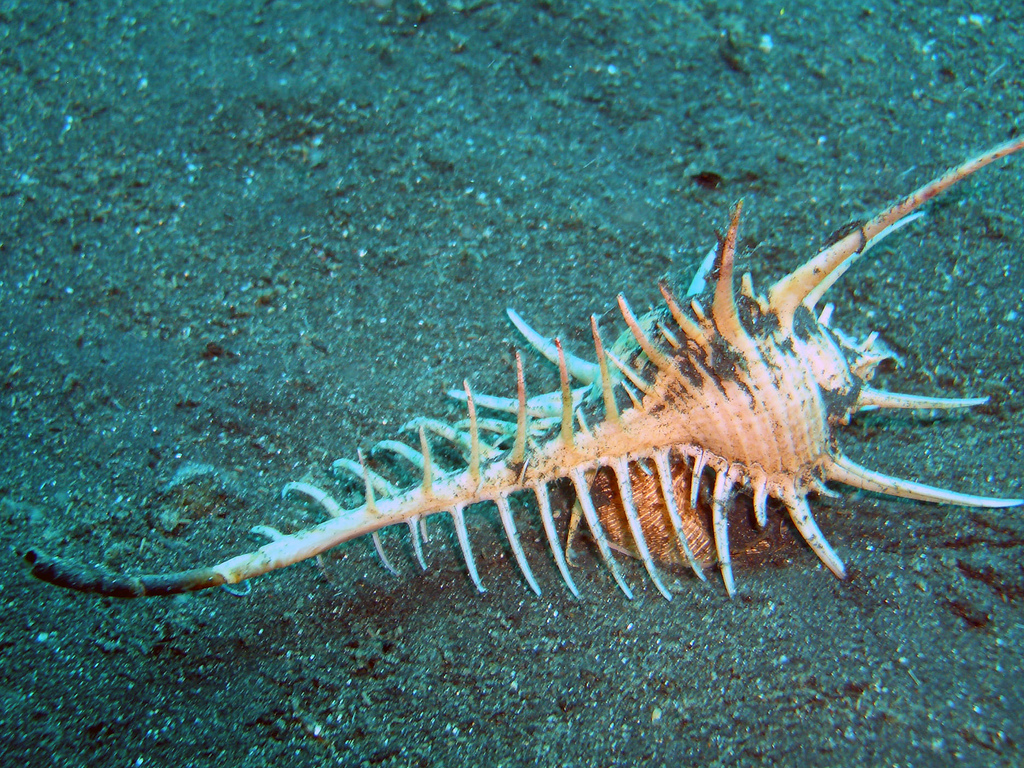

Тропический Индо-Тихоокеанский район. От Мадагаскара до Северной Австралии, Соломоновых и Южных Японских островов, включая Индо-Малайзию.

## Образ жизни
Обитает на глубине 10 — 50 метров, предпочитая песчаный грунт. Хищник.